# 甲措雄乡
甲措雄乡（藏語：རྒྱ་མཚོ་གཞུང་，威利转写：rgya mtsho gzhung），是中华人民共和国西藏自治区日喀则市桑珠孜区下辖的一个乡镇级行政单位。

## 行政区划
甲措雄乡下辖以下地区：
色玛村、扎都村、强曲堆村、贝杂村、桑阿林村、乃林村、列卓村、强堆村、宗雄村、奴吉村、塔杰村、吉纳村、宗堆村、勒阿村、强曲沃村、琼孜村、宗加村、卡堆村、塔巴村、岗村、夏鲁村、普奴村和普夏村。